# Gérard Diffloth
 (octobre 2019).
Pour les articles homonymes, voir Diffloth.
Gérard Diffloth, né le 13 février 1939 à Châteauroux et mort le 14 août 2023 à Surin (Thaïlande), est un professeur émérite français de linguistique des langues austroasiatiques. Il est connu pour sa classification des langues austroasiatiques dans un article de l'Encyclopædia Britannica en 1974, modifié en 2005,.

## Biographie
Gérard Diffloth soutient une thèse de doctorat (« La langue Irula, proche parente du Tamoul ») en linguistique à l’université de Californie à Los Angeles en 1968. Il étudie les langues de la famille môn-khmer : le semai, le jah hut, le cheq wong et le temiar (en) en Malaisie ; le wa, le blang, le u, le palaung et le mang au Yunnan ; le chong (en), le phalok (en), le môn, le nyahkur, le sô et le kuy en Thaïlande ; le pear (en), le samre, le sung, le sa'och (en), le brao (en), le Kaco’ (en), le tampuan et plusieurs dialectes khmers au Cambodge ; une vingtaine de langues minoritaires môn-khmer au Laos ; et une dizaine d’autres au Vietnam. Il a enseigné la linguistique générale et aréale à l’université de Chicago et à l’université Cornell.
Il est membre de l'École française d'Extrême-Orient depuis 2000, de la Société de linguistique de Paris depuis 2007.

## Publications
- Notes on Expressive Meaning, Chicago, Chicago Linguistic Society (The Best of CLS), 1972
- The Wa languages, University of California, 1980
- The Dvaravati Old-Mon Language and Nyah-Kur, Bangkok, Chulalongkorn University, 1984
- « Austro-Asiatic languages », International Encyclopedia of Linguistics, W. O. Bright, éd., Oxford University Press, 1994
- Kuay in Cambodia: A Vocabulary with Historical Comments, Tuk Tuk, 2011
- « The westward expansion of chamic influence in Indochina », in Tran Ky Phuong, Bruce Lockhart, The Cham of Vietnam: History, Society and Art, NUS Press, 2011, p. 348-362 lire sur Google Livres
- « Les expressifs de Surin, et où cela conduit », Bulletin de l’École française d'Extrême-Orient, t. 88, 2001, p. 261-269 [lire en ligne]
- « i: big, a: small », in Hinton, Leanne, Nichols, Joahnna & Ohala, John J. (eds), Sound Symbolism, p. 107-114 [lire en ligne]